# Honneur (fief)
Pour les articles homonymes, voir Honneur (homonymie).
Un honneur est une composante de la féodalité ; il s'agit au Moyen Âge en France et en Grande-Bretagne d'un fief possédé à l'origine par l'un des barons d'un prince ou d'un roi. Il comprend généralement un domaine principal, qui donne son nom à l'honneur, et plusieurs « extensions » plus petites généralement dispersées dans la principauté ou royaume du suzerain dont il dépend. D'une manière générale, le terme d'honneur désignait l'ensemble des terres d'un puissant seigneur.

## Définition
L'honneur désigne à la fois une charge publique et la dotation en terres et en revenus destinés à rétribuer cette charge publique.

## Origines

### Noblesse carolingienne
Dans le domaine historique, l'honneur, traduit du terme latin honor, désigne à l'époque carolingienne, les charges publiques associée à la fonction comtale et s'exerce dans un comté, c'est une organisation de la noblesse franque ; par la suite jusqu'au XIIIe siècle, il devient synonyme de fief et s'applique aux titres, biens et domaines constitutifs d'un patrimoine aristocratique.

### Institution féodale
Le détenteur de ce type de fief était soumis à l'origine de l'institution féodale à l'obligation d'être fait chevalier à l'âge de 21 ans ou au moment d'hériter du fief. La possession d'un honneur donnait lieu à une redevance sous forme de service militaire. Suivant la taille de l'honneur, le seigneur devait fournir un nombre déterminé de chevaliers pour l'ost de son suzerain, pour un temps donné. Ces chevaliers devaient lui être inféodés (exemple : tenants d'un fief de haubert). Les chevaliers servant sous ce fief étaient dits « chevaliers de l'honneur de ... » (milites de honore de...). Le tenant du fief avait donc tout intérêts à inféoder un nombre suffisants de chevaliers pour couvrir ses propres besoins et ceux de son suzerain.
D'une manière générale, les honneurs concédés à des institutions ecclésiastiques ne devaient pas servir l'ost (notamment lorsqu'ils appartenaient à des abbayes), mais devaient une redevance pécuniaire. En revanche, certains honneurs attachés à des évêchés y étaient habituellement soumis.

## Démembrement
En Normandie, en cas d'héritage de filles, les honneurs pouvaient être démembrés, comme pour les fiefs de haubert, en autant de parts que d'héritières. Un honneur devant un service de dix chevaliers et partagé en deux parties formait deux honneurs devant chacun cinq chevaliers.

## Service de chevaliers
Au point de vue militaire, la qualité d'honneur obligeait son titulaire à se rendre à l'ost du ban accompagné de son arrière-ban. En effet, les barons possédant ces honneurs permettaient au duc ou prince dont ils dépendaient de garantir la sécurité de sa principauté. Ils formaient des lignages puissants qui fournissaient par ailleurs des prélats et des hommes de mains proches du pouvoir. 

## En Normandie
Le terme d'honneur disparut progressivement des usages, remplacé généralement par celui de seigneurie ou de baronnie. En 1204, plusieurs honneurs, qui appartenaient à des seigneurs normands qui avaient préféré rester au service du roi d'Angleterre, furent confisqués et attachés de facto au domaine royal (honneurs du Plessis, d'Aubigny, de Bohon ou de Montbray par exemple, dans le Cotentin). Ces anciens honneurs ne furent pas tous inféodés de nouveaux par le nouveau pouvoir ducal, mais affermés à des puissants seigneurs, en fieffermes.

## En Angleterre
Le terme d'honneur fut utilisé de manière plus durable, notamment pour désigner les domaines créés par le pouvoir royal normand au profit de la nouvelle noblesse normande. L'honneur de Richmond par exemple, avait été concédé à Alain le Roux, dont la descendance l'apporta aux ducs de Bretagne. Contrairement aux autres honneurs, celui de Richmond était pratiquement d'un seul tenant. Les rois normands d'Angleterre avaient pris l'habitude de constituer ces honneurs avec des terres dispersées dans tout le royaume afin qu'elles soient impossibles à défendre en cas de rébellion.